# ایالت مدراس
مَدراس (به انگلیسی: Madras)، نام یکی از ایالت‌های سابق هند است که امروزه شامل ایالت تامیل نادو و بخش‌هایی از ایالت‌های آندرا پرادش و کرالا می‌باشد. این ایالت از سال ۱۳۴۷ خورشیدی به شکل تقسیمات جدید تبدیل شد.